# Black and White (Danny Wright)
Black and White è l'album d'esordio del pianista Danny Wright, pubblicato dalla Moulin D'Or Recordings nel 1986.

## Tracce
1. Moonlight Sonata – 4:53
2. Gershwin Medley – 9:08
3. If I Loved You – 2:16
4. Memory – 4:35
5. Send in the Clouds – 3:57
6. Don't Cry for Me Argentina – 4:32
7. Themes of Endearment – 3:47
8. Canon in D – 3:28
9. Breezers – 4:03
10. Barbara Streisand Medley – 3:53